# Fénétrange
Fénétrange (fràncic lorenès Finschtinge) és un municipi francès situat al departament del Mosel·la i a la regió del Gran Est. L'any 2007 tenia 708 habitants.

## Demografia

### Població
El 2007 la població de fet de Fénétrange era de 708 persones. Hi havia 241 famílies, de les quals 80 eren unipersonals (34 homes vivint sols i 46 dones vivint soles), 54 parelles sense fills, 80 parelles amb fills i 27 famílies monoparentals amb fills.
La població ha evolucionat segons el següent gràfic:
Habitants censats

### Habitatges
El 2007 hi havia 335 habitatges, 267 eren l'habitatge principal de la família, 15 eren segones residències i 54 estaven desocupats. 249 eren cases i 85 eren apartaments. Dels 267 habitatges principals, 178 estaven ocupats pels seus propietaris, 76 estaven llogats i ocupats pels llogaters i 12 estaven cedits a títol gratuït; 4 tenien una cambra, 9 en tenien dues, 37 en tenien tres, 70 en tenien quatre i 147 en tenien cinc o més. 174 habitatges disposaven pel capbaix d'una plaça de pàrquing. A 130 habitatges hi havia un automòbil i a 99 n'hi havia dos o més.

### Piràmide de població
La piràmide de població per edats i sexe el 2009 era:
| Homes | Edats   | Dones |
| ----- | ------- | ----- |
| 0     | 95 o +  | 4     |
| 0     | 90 a 94 | 12    |
| 8     | 85 a 89 | 20    |
| 12    | 80 a 84 | 20    |
| 8     | 75 a 79 | 12    |
| 24    | 70 a 74 | 24    |
| 28    | 65 a 69 | 32    |
| 12    | 60 a 64 | 12    |
| 24    | 55 a 59 | 20    |
| 16    | 50 a 54 | 28    |
| 28    | 45 a 49 | 32    |
| 36    | 40 a 44 | 32    |
| 8     | 35 a 39 | 28    |
| 20    | 30 a 34 | 24    |
| 24    | 25 a 29 | 8     |
| 20    | 20 a 24 | 24    |
| 32    | 15 a 19 | 24    |
| 40    | 10 a 14 | 16    |
| 36    | 5 a 9   | 12    |
| 28    | 0 a 4   | 12    |

## Economia
El 2007 la població en edat de treballar era de 435 persones, 308 eren actives i 127 eren inactives. De les 308 persones actives 278 estaven ocupades (166 homes i 112 dones) i 30 estaven aturades (16 homes i 14 dones). De les 127 persones inactives 43 estaven jubilades, 32 estaven estudiant i 52 estaven classificades com a «altres inactius».

### Ingressos
El 2009 a Fénétrange hi havia 286 unitats fiscals que integraven 679 persones, la mediana anual d'ingressos fiscals per persona era de 16.801 €.

### Activitats econòmiques
Dels 68 establiments que hi havia el 2007, 3 eren d'empreses alimentàries, 4 d'empreses de fabricació d'altres productes industrials, 5 d'empreses de construcció, 15 d'empreses de comerç i reparació d'automòbils, 2 d'empreses de transport, 3 d'empreses d'hostatgeria i restauració, 3 d'empreses financeres, 4 d'empreses de serveis, 20 d'entitats de l'administració pública i 9 d'empreses classificades com a «altres activitats de serveis».
Dels 17 establiments de servei als particulars que hi havia el 2009, 1 era una oficina d'administració d'Hisenda pública, 1 gendarmeria, 1 oficina de correu, 2 oficines bancàries, 2 tallers de reparació d'automòbils i de material agrícola, 1 autoescola, 1 paleta, 1 guixaire pintor, 1 lampisteria, 1 empresa de construcció, 1 perruqueria, 3 restaurants i 1 saló de bellesa.
Dels 6 establiments comercials que hi havia el 2009, 1 era un hipermercat, 1 una gran superfície de material de bricolatge, 1 una botiga de menys de 120 m², 1 una fleca, 1 una peixateria i 1 una botiga de mobles.
L'any 2000 a Fénétrange hi havia 19 explotacions agrícoles que ocupaven un total de 553 hectàrees.

## Equipaments sanitaris i escolars
El 2009 hi havia 1 farmàcia i 2 ambulàncies.
El 2009 hi havia una escola elemental.

## Poblacions més properes
El següent diagrama mostra les poblacions més properes.